# London League
La London League era una lega calcistica che copriva Londra e le zone circostanti del sud-est dell'Inghilterra dal 1896 fino al 1964.

## Storia
Nel 1896 il presidente della London League è stato il fondatore Arnold Hills, nonché proprietario dei Thames Ironworks (attuale West Ham Utd). Uno degli uomini che hanno contribuito a redigere le regole della lega era Francis Payne, segretario del club dei Thames Ironworksnel 1897. La lega ha iniziato con tre divisioni, la 3rd Grenadier Guards, vinse l'edizione inaugurale.
La lega ha fluttuato tra avendo un'unica divisione e raggiungendo quattro divisioni. Durante la prima guerra mondiale, alcune squadre della London Football League schierarono una squadra di riserva della London League.

## Albo d'oro
Questo elenco è incompleto; potete aiutare per espandere esso.

### London League Division One
- 1896-1897 -  3rd Grenadier Guards
- 1897-1898 -  Thames Ironworks
- 1898-1899 -  Tottenham[1]
- 1899-1900 -  Millwall[1]
- 1900-1901 -  Millwall[1]
- 1901-1902 -  West Ham Utd
- 1902-1903 -  Tottenham
- 1903-1904 -  Arsenal[1]
- 1904-1905 -  Southall
- 1908-1909 -  Brentford[1]

### London League Division Two
- 1896-1897 -  Bromley
- 1897-1898 -  Barnet
- 1898-1899 -  Monsteds Athletic
- 1899-1900 -  Fulham
- 1900-1901 -  Airdrieonians
- 1901-1902 -  East Greenwich Gas Works
- 1902-1903 -  Brentford[1]
- 1903-1904 -  Catford Southend
- 1904-1905 -  Clapton Orient[1]

### London League Premier Division
- 1901-1902 -  West Ham Utd
- 1902-1903 -  Tottenham
- 1903-1904 -  Millwall
- 1908-1909 -  West Ham Utd

### London League Division One A
- 1909-1910 -  Barking

Nel 1920, una terza divisione, conosciuta come Division Two è stata aggiunta
| Anno      | Premier Division | Division One         | Division Two    |
| --------- | ---------------- | -------------------- | --------------- |
| 1920-1921 | Barking Town     | Sterling Athletic    | Wall End United |
| 1921-1922 | Grays Athletic   | Barking Town riserve | Wall End United |
| 1922-1923 | Custom House     | Millwall United      | Hendon Town     |
| 1923-1924 | Leyton           | S T D Athletic       | Savoy Hotel     |

Nel 1924, fu sciolta la Division Two
| Anno      | Premier Division          | Division One              |
| --------- | ------------------------- | ------------------------- |
| 1924-1925 | Leyton                    | Bromley riserve           |
| 1925-1926 | Leyton                    | Bromley riserve           |
| 1926-1927 | Grays Athletic            | Callender Athletic        |
| 1927-1928 | Epsom Town                | Beckenham                 |
| 1928-1929 | Mitcham Wanderers         | Holland Athletic          |
| 1929-1930 | Grays Athletic            | Park Royal                |
| 1930-1931 | Chelmsford City           | Park Royal                |
| 1931-1932 | Park Royal                | Chelmsford City riserve   |
| 1932-1933 | Park Royal                | Leavesden Mental Hospital |
| 1933-1934 | Park Royal                | Eton Manor                |
| 1934-1935 | Park Royal                | Northmet                  |
| 1935-1936 | Leavesden Mental Hospital | Ford Sports               |
| 1936-1937 | Finchley                  | Briggs Motor Bodies       |
| 1937-1938 | Eton Manor                | Northmet                  |
| 1938-1939 | Dagenham Town             | Briggs Motor Bodies       |

Nel 1939, il campionato è stato sospeso a causa dello scoppio della seconda guerra mondiale. Sulla ripresa del calcio dopo la guerra, diciannove club della London League, sono stati suddivisi in base geografica.
| Anno      | Eastern Division | Western Division     |
| --------- | ---------------- | -------------------- |
| 1945-1946 | Edgware Town     | Woolwich Polytechnic |

Nel 1946, le divisioni sono state riorganizzate e si formò una nuova struttura di una Premier Division e una Division One
| Anno      | Premier Division        | Division One            |
| --------- | ----------------------- | ----------------------- |
| 1946-1947 | Chelmsford City riserve | Dagenham British Legion |

Entro i 12 mesi, si erano uniti abbastanza nuovi club per formare la Division Two
| Anno      | Premier Division        | Division One     | Division Two           |
| --------- | ----------------------- | ---------------- | ---------------------- |
| 1947-1948 | Chelmsford City riserve | Cheshunt         | West Thurrock Athletic |
| 1948-1949 | Guildford City riserve  | Cheshunt         | Vickers                |
| 1949-1950 | Cheshunt                | Vickers          | Bata Sports            |
| 1950-1951 | Dartford riserve        | Aveley           | Woodford Town riserve  |
| 1951-1952 | West Thurrock Athletic  | London Transport | Pitsea United          |
| 1952-1953 | Eton Manor              | Storey Athletic  | Wapping Sports         |

Nel 1953, venne sciolta la Division Two
| Anno      | Premier Division | Division One     |
| --------- | ---------------- | ---------------- |
| 1953-1954 | Eton Manor       | London Transport |
| 1954-1955 | Aveley           | Wapping Sports   |
| 1955-1956 | Eton Manor       | Bata Sports      |

Nel 1956, la Division One fu sciolta, lasciando un'unica divisione
| Anno      | Campione       |
| --------- | -------------- |
| 1956-1957 | Cray Wanderers |
| 1957-1958 | Cray Wanderers |
| 1958-1959 | Tilbury        |
| 1959-1960 | Tilbury        |
| 1960-1961 | Tilbury        |
| 1961-1962 | Tilbury        |
| 1962-1963 | Chingford      |

Nel 1963, un aumento del numero di squadre ha portato un ritorno a due divisioni.
| Anno      | Premier Division | Division One |
| --------- | ---------------- | ------------ |
| 1963-1964 | Epping Town      | CAV Athletic |

## Squadre Division One 1896-1897 e 1897-1898

### Division One 1896-1897
1. 3rd Grenadier Guards
2. Thames Ironworks
3. Barking Woodville F.C.
4. Ilford F.C.
5. Crouch End F.C.
6. Vampires F.C.
7. London Welsh

- 1st Scots Guards si è ritirato durante la stagione. London Welsh sono stati sospesi vicino alla fine della stagione, e di conseguenza i Thames Ironworks F.C. sono stati assegnati due vittorie a tavolino per incontri non disputati contro di loro.

### Division One 1897-1898
1. Thames Ironworks
2. Brentford
3. Leyton
4. 3rd Grenadier Guards
5. Ilford F.C.
6. Stanley
7. Barking Woodville F.C.
8. Bromley
9. 2nd Grenadier Guards